# De Lichtmis

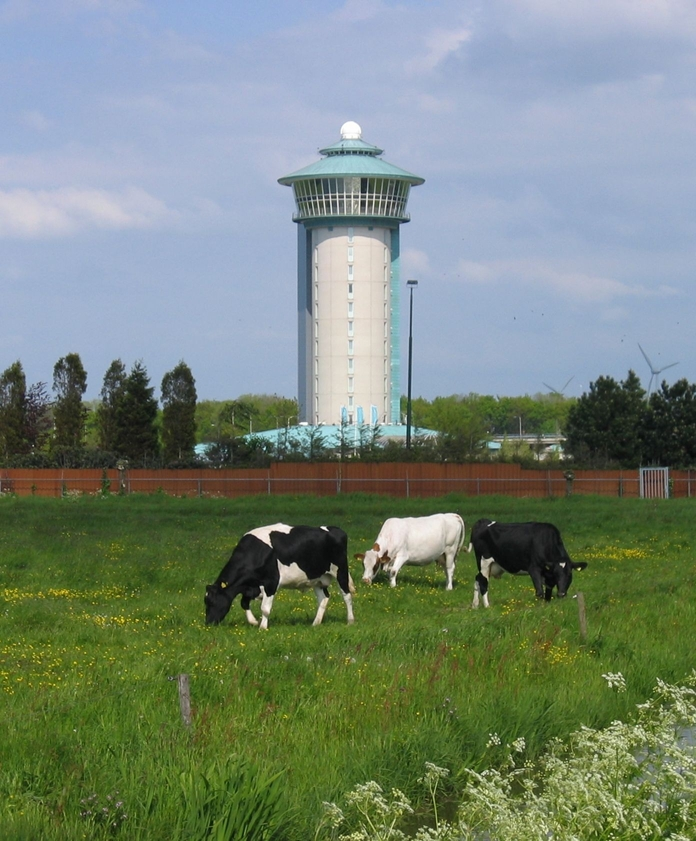
Watertoren De Koperen Hoogte, na 2001

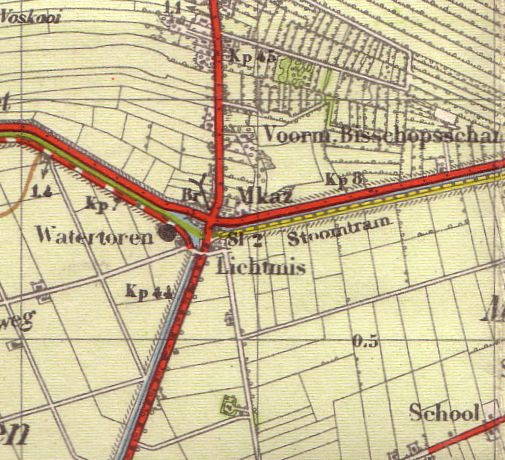
De Lichtmis op de topografische kaart van 1934

De Lichtmis is een buurtschap gelegen aan de A28 in Overijssel. Na een gemeentelijke herindeling in 2001 is het deel ten zuiden van de N377 bij de gemeente Zwolle ondergebracht, het deel ten noorden ervan bij Rouveen (gemeente Staphorst). Of de naam teruggaat op het feest Maria-Lichtmis is onbekend. 
De buurtschap bevindt zich op het kruispunt van de snelweg A28 van Zwolle naar Meppel en de provinciale weg N377 van Hasselt naar Nieuwleusen. Bij De Lichtmis lag ook de aansluiting van het Lichtmiskanaal, dat van de Vecht bij Zwolle kwam, en de Dedemsvaart. Het Lichtmiskanaal is later gedempt en de A28 is eroverheen aangelegd.
De Lichtmis heette aanvankelijk Het Pannenhuis en lag aan de oude rijksweg Zwolle-Meppel. De Dedemsvaart, die vanuit Hasselt naar het oosten toe gegraven werd, bereikte in 1809 De Lichtmis. Bij De Lichtmis kwam Sluis II te liggen. Het kanaal werd uiteindelijk doorgetrokken via onder andere Nieuwleusen en Dedemsvaart naar de Overijsselse Vecht bij Gramsbergen en met een zijtak, de Lutterhoofdwijk, naar Coevorden.

## Bisschopsschans
In 2007 zijn ten noorden van de Dedemsvaart en ten oosten van de A28 door het waterschap Groot Salland in het kader van het vergroten van de waterberging de contouren van de bisschopsschans geaccentueerd. De opvatting dat in 1592 al een verdedigingswerk bij de Lichtmis wordt genoemd bij een trektocht van het leger van Maurits van Nassau, de latere prins van Oranje, naar Steenwijk is onjuist. Pas rond 1635 wordt hier een weg naar Zwolle aangelegd. Langs deze nieuwe route naar het noorden wordt in 1665 een schans opgeworpen. De verdediging van de vesting in de strijd tegen bisschop Bernhard von Galen in 1665 wordt gebroken door een list. De geplande uitbreiding van de schans wordt uitgesteld waardoor de schans in 1672 niet af is en de bisschop hem zonder veel moeite in kan nemen. In 1673 wordt de bisschop weer verdreven. De schans wordt nooit voltooid en vervult al aan het einde van de 17e eeuw vrijwel geen militaire functie meer. In 1854 wordt de gracht gedempt. De contouren van de schans blijven echter in het slotenpatroon zichtbaar. In 2007 zijn de sloten in de voor schansen kenmerkende stervorm verbreed en geaccentueerd met behulp van een rietkraag. Het schouwpad is opengesteld en voorzien van informatieborden.

## Bedrijvigheid
Bij De Lichtmis was al in de 19e eeuw enige bedrijvigheid. Zo was er de gelijknamige herberg en een korenmolen. In 1895 kwam het gehucht aan de tramlijn van de Dedemsvaartsche Stoomtramweg-Maatschappij te liggen. Deze lijn liep van Zwolle naar Ter Apel. Ze werd in 1947 gesloten.
Aan de westzijde van de A28 in de gemeente Zwolle staat een voormalige watertoren, deze is door de toenmalige eigenaar Hennie van der Most tussen 1993 en 2001 omgebouwd tot De Koperen Hoogte, een horecagelegenheid met een draaiend restaurant in de top en diverse hotelkamers en vergaderruimtes op de verschillende verdiepingen. De toren domineert het landschap en is vanuit de verre omgeving te zien. Naast de Koperen Hoogte bevindt zich nog een restaurant. Nabij De Lichtmis staan de molens van Windpark Tolhuislanden.

## Bereikbaarheid
Streekbus 40 (Zwolle - Meppel) en SnelRRReis 217 (Zwolle - Dedemsvaart) van EBS stoppen in De Lichtmis, behalve op zondag. Ook stoppen daar enkele schoolbussen.
Hoofdplaats: Staphorst      Dorpen: Rouveen · IJhorst

Buurtschappen: Halfweg · Hamingen · Lankhorst · De Leijen · De Lichtmis (deels) · Punthorst · Slingenberg (deels) · Westerhuizingerveld (deels)

Overijssel · Steden en dorpen in Overijssel      Nederland · Provincies · Gemeenten
Stad: Zwolle  
Dorp: Windesheim

Buurtschappen: Berkum · Brinkhoek · Bruggenhoek · Frankhuis · Haerst · Harculo · Herfte · Hoog Zuthem · Katerveer · Langenholte · De Lichtmis (deels) · Oldeneel · Schelle · Spoolde · Veldhoek · Westenholte · Wijthmen · Zalné

Voormalige gemeenten: Zwollerkerspel · Nieuwleusen (deels)

Overijssel · Steden en dorpen in Overijssel      Nederland · Provincies · Gemeenten